# Роспорден
Роспорден (фр. Rosporden) — коммуна на северо-западе Франции, находится в регионе Бретань, департамент Финистер, округ Кемпер, кантон Конкарно. Расположена в 22 км к востоку от Кемпера и в 94 км к западу от Ванна, в 7 км от национальной автомагистрали N165, на берегу реки Авен. В центре коммуны находится железнодорожная станция Роспорден линии Савене-Ландерно.
Население (2019) — 7 614 человек.

## История
Вплоть до Великой Французской революции Роспорден был  местом нахождения шателена, представлявшего власть герцога, а затем короля. Это право Роспордену предоставил в  1334 году герцог Жан III, назначивший шателеном Роспордена своего незаконнорожденного сына Жана. 
В 1594 году вся Бретань была охвачена пожаром религиозных войн. На полуострове в поддержку Католической лиги был размещен семитысячный испанский военный контингент. Жители Роспордена поддерживали Лигу и охотно приняли у себя испанцев, оказывая им всяческое гостеприимство, и даже участвовали вместе с ними в играх и турнирах. Однако вскоре после этого в город проникли гугеноты из Конкарно и убили около тридцати испанцев. За отсутствием лучшего, испанцы решили отомстить местным жителям: они открыли огонь по домам Роспордена, в результате чего значительная часть города выгорела, а многие жители,  которые не смогли убежать, были убиты.
В 1863 году в Роспорден пришла железная дорога. Город стал железнодорожным перекрестком, поскольку из него к главной линии Савене-Ландерно была построена отдельная ветка в направлении Конкарно (в настоящее время уже не функционирующая), что придало ему новую экономическую динамику. Роспорден пережил довольно заметную индустриализацию: были построены предприятия по переработке и консервированию бобовых культур, консервный завод, перерабатывающий рыбу из соседнего порта Конкарно, предприятие по производству чистящих средств.

## Достопримечательности
- Церковь Нотр-Дам XIV-XIX веков в стиле готика
- Церковь Святого Колумбана
- Часовня Святого Мориса де Карноэ XV-XVI веков

## Экономика
Роспорден известен производством фирменного сорта шушена, алкогольного напитка на меду.
Структура занятости населения:
- сельское хозяйство — 2,6 %
- промышленность — 20,5 %
- строительство — 4,3 %
- торговля, транспорт и сфера услуг — 37,9 %
- государственные и муниципальные службы — 34,7 %

Уровень безработицы (2018) — 10,3 % (Франция в целом —  13,4 %, департамент Финистер — 12,1 %). 

Среднегодовой доход на 1 человека, евро (2018) — 20 570 (Франция в целом — 21 730, департамент Финистер — 21 970).

## Демография
Динамика численности населения, чел.

## Администрация
Пост мэра Роспордена с 2016 года занимает Мишель Луссуарн (Michel Loussouarn), член Совета департамента Финистер от кантона Конкарно. На муниципальных выборах 2020 года возглавляемый им левый список победил в 1-м туре, получив 72,04 % голосов.
| Период | Период | Фамилия          | Партия                  | Примечания                                                     |
| ------ | ------ | ---------------- | ----------------------- | -------------------------------------------------------------- |
| 1959   | 1977   | Рене Галь        | Радикальная партия      | производитель шушена                                           |
| 1977   | 2014   | Жильбер Монфор   | Социалистическая партия | владелец автомастерской, член Генерального совета департамента |
| 2014   | 2016   | Кристин Ле Тенье | Разные правые           | руководитель предприятия                                       |
| 2016   |        | Мишель Луссуарн  | Разные левые            | адвокат, член Генерального совета и Совета департамента        |

## Галерея

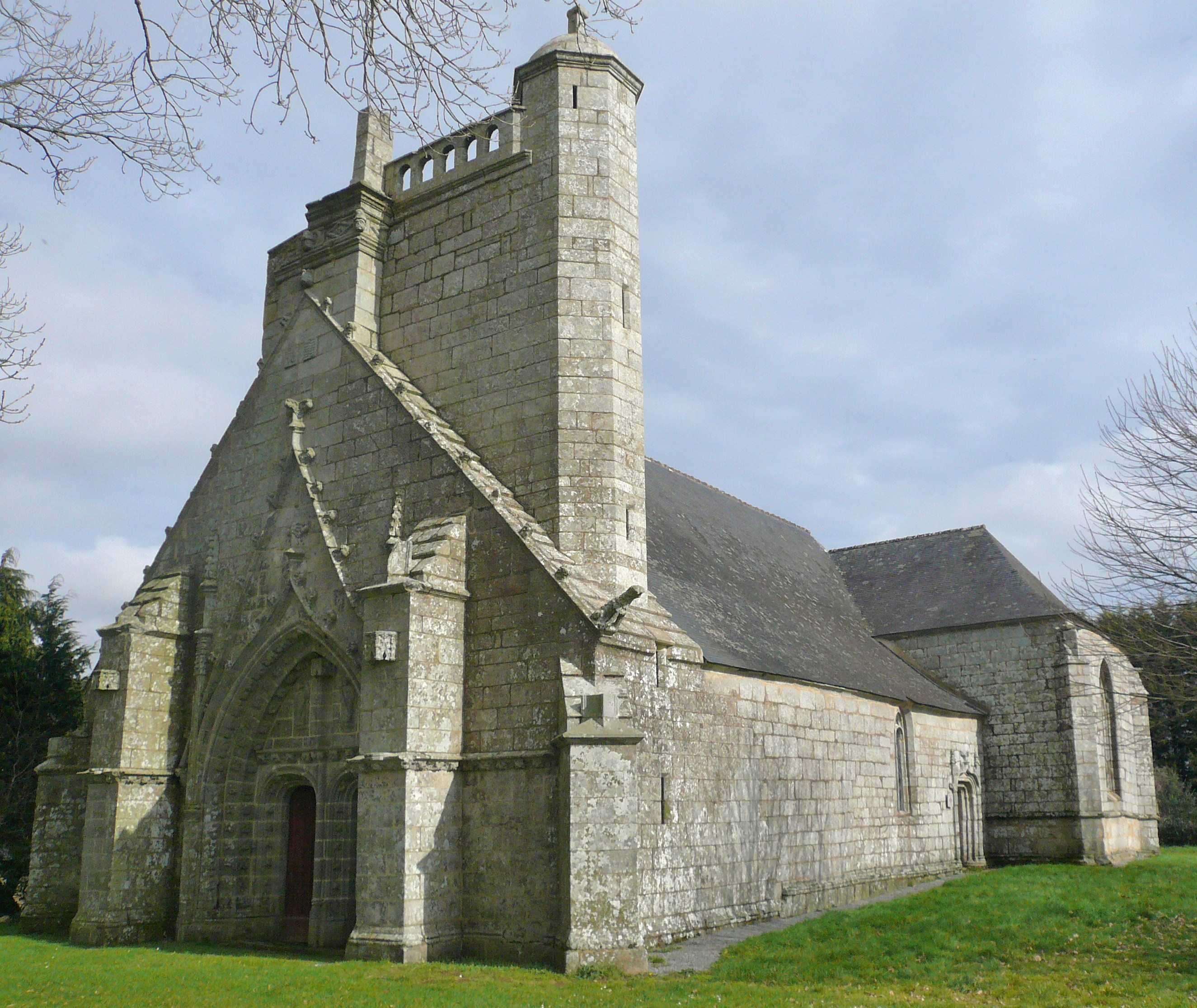
Часовня Святого Мориса
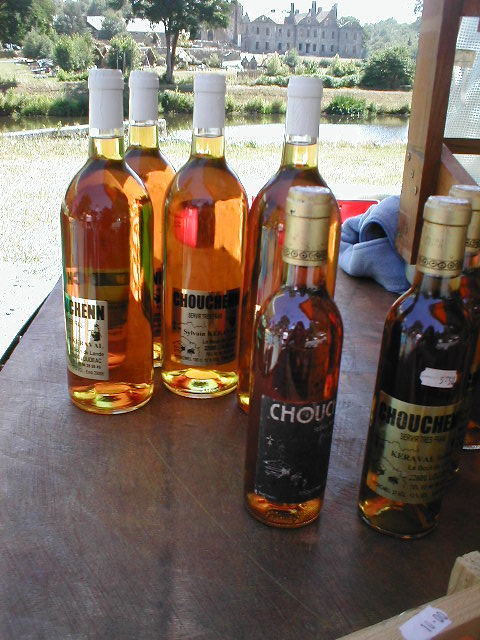
Шушен